# فرنسيسكو أغيري دي لا هوز
فرنسيسكو أغيري دي لا هوز هو محامي وكاتب عدل وسياسي إسباني، ولد في 1946 في آبلة في إسبانيا، وتوفي في 4 فبراير 2013. نشط حزبياً في اتحاد الوسط الديمقراطي. في الانتخابات العامة الإسبانية 1977 ‏، انتخب عضو مجلس النواب الإسباني ‏ عن دائرة بلنسية ‏ خلال فترته النيابية ‏ (6 يوليو 1977 – 23 مارس 1979) وفي الانتخابات العمومية الإسبانية 1979 ‏، انتخب عضو مجلس النواب الإسباني ‏ عن دائرة بلنسية ‏ خلال فترته النيابية ‏ (15 مارس 1979 – 31 أغسطس 1982) وانتخب minister of the Generalitat Valenciana ‏.